# Clásica Ciudad de Torredonjimeno
La Clásica Ciudad de Torredonjimeno es una clásica prueba ciclista de categoría amateur que se celebra en España, en la localidad jienense de Torredonjimeno. Esta prueba forma parte de la Copa de España de Ciclismo.

## Palmarés
| Año  | Ganador                    | Segundo                        | Tercero                    |
| ---- | -------------------------- | ------------------------------ | -------------------------- |
| 1985 | Juan Manuel García         | Jorge Díaz                     | Manuel López               |
| 1986 | Julián Boiza               | Francisco Pérez                | Bernardo González          |
| 1987 | Manuel Manchón             | Pedro J. Pérez                 | Ruperto Ortega             |
| 1988 | Foo. Cabello               | Francisco Pérez                | Mateo Gallego              |
| 1989 | Jorge Casilla              | Jesús Rosado                   | Juan J. Gómez              |
| 1990 | Juan Manuel García         | Juan Bonada                    | Juan Arauz                 |
| 1991 | Jesús Caro                 | Alfredo Sánchez                | José Francisco Ibáñez      |
| 1992 | Antonio Peñas              | Jorge Casillas                 | José M. Romero             |
| 1993 | León Giner                 | Jesús Caro                     | José Francisco Ibáñez      |
| 1994 | Jesús Peral                | Miguel Ángel Martín Perdiguero | Junichi Kikuta             |
| 1995 | Ignacio Rodríguez          | José C. Moreno                 | José Vicioso               |
| 1996 | Miguel López               | Fernando Alello                | José A Valdés              |
| 1997 | Eligio Requejo             | Juan Navarro                   | Romes Gainetdinov          |
| 1998 | Pedro Jiménez              | Ivan Migueláñez                | E. J. Castillo             |
| 1999 | Gonzalo Bayarri            | Antonio Martín Rodríguez       | José Ignacio Gutiérrez     |
| 2000 | Rubén Lobato               | Sergio Villamil                | Alejandro Valverde         |
| 2001 | Juan Gomis                 | Alejandro Valverde             | Juan Diego Navamuel        |
| 2002 | José Antonio López         | Jordi Berenguer                | José Ángel Gómez Marchante |
| 2003 | Xavier Reyes               | Luis Pérez Romero              | Antonio Olmo Menacho       |
| 2004 | Víctor Gomes               | David Domínguez                | Óscar Cortes               |
| 2005 | Francisco José Villalgordo | Javier Mejías                  | José Antonio Carrasco      |
| 2006 | Francisco Torrella         | Manuel Jesús Jiménez           | Jorge Pérez                |
| 2007 | Samuel Soto                | Francisco José Villalgordo     | Antonio García             |
| 2008 | Juan José Lobato           | David Calatayud                | Ismael Esteban             |
| 2009 | Raúl Alarcón               | Jonathan Perdiguero            | Daniel Ania                |
| 2010 | Michael Torckler           | Juan Abenhamar Gallego         | José Luis Caño             |
| 2011 | Peter van Dijk             | Francisco García               | Edison Bravo               |
| 2012 | Vicente García de Mateos   | Alexey Rybalkin                | Antton Ibarguren           |
| 2013 | Adrían Alvarado            | Higinio Fernández              | Alberto Gallego            |
| 2014 | Julen Amezqueta            | Alberto Gallego                | Mikel Bizkarra             |
| 2015 | Antonio Pedrero            | Mikel Iturría                  | Jorge Arcas                |
| 2016 | Héctor Carretero           | Richard Carapaz                | Marcos Jurado              |
| 2017 | Elías Tello                | Juan Antonio López-Cózar       | Erlend Sor-reine           |
| 2018 | Antonio Gómez              | Sergio Vega                    | Xavier Cañellas            |
| 2019 | Sergio Martín              | Joel Nicolau                   | Francisco Galván           |
| 2020 | Abner González             | Reuben Thompson                | Byron Munton               |
| 2021 | Timo de Jong               | Marc Brustenga                 | Sergio Trueba              |
| 2022 | Ilia Schegolkov            | Mikel Retegi                   | Egor Igoshev               |
| 2023 | David Delgado              | Viacheslav Ivanov              | Ilia Schegolkov            |
| 2024 | Pablo Ara                  | Javier Ibáñez                  | César Pérez                |
| 2025 | Maksym Bilyi               | Martin Solhaug Hansen          | Daniel Cepa                |

## Palmarés por países
| País          | Victorias |
| ------------- | --------- |
| España        | 17        |
| Chile         | 2         |
| Países Bajos  | 2         |
| Nueva Zelanda | 1         |
| Puerto Rico   | 1         |
| Rusia         | 1         |
| Ucrania       | 1         |